# 극장판 두근두근! 프리큐어 마나가 결혼을!? 미래를 이어주는 희망의 드레스
《극장판 두근두근! 프리큐어 마나가 결혼을!? 미래를 이어주는 희망의 드레스》(일본어: 映画 ドキドキ!プリキュア マナ結婚!!?未来につなぐ希望のドレス)는 심쿵! 프리큐어의 극장판 애니메이션. 2013년 10월 26일 공개. 큐어 에이스와 아이짱이 영화 첫 출연.

## 참고 자료
- “映画 ドキドキ!プリキュア マナ結婚!!?未来につなぐ希望のドレス”. 2021년 9월 5일에 확인함.